# Lissogenius decellei
Lissogenius decellei är en skalbaggsart som beskrevs av Ruter 1969. Lissogenius decellei ingår i släktet Lissogenius och familjen Cetoniidae. Inga underarter finns listade i Catalogue of Life.